# Kandis II
Kandis II is een bestuurslaag in het regentschap Ogan Ilir van de provincie Zuid-Sumatra, Indonesië. Kandis II telt 979 inwoners (volkstelling 2010).